# When It All Falls Apart
«When It All Falls Apart» es el tercer sencillo del álbum debut del dúo australiano The Veronicas, titulado The Secret Life Of.... Fue lanzado durante marzo de 2006 en Australia y Estados Unidos, mientras que en Europa llegó en junio del mismo año, exceptuando a Reino Unido, en donde será lanzado en marzo de 2007. Recientemente la cantante mexicana Eiza González realizó un cover para la banda sonora de la telenovela Lola, érase una vez Titulada "Lo que no fue no será".
- Datos: Q849401